# Доминантан алел
Доминантан алел је такав облик гена који увек испољава своје дејство:
- и у хомозиготном (када је у пару са истим таквим алелом, схематски представљено као нпр. АА)
- и у хетерозиготном стању (када је у пару са неким другим алелом, нпр. рецесивним алелом Аа).

Доминантни гени показују две веома значајне особине : 
- изражајност (експресивност) и
- пробојност (пенетрабилност).

Одређене особине могу се испољити у различитом степену код различитих јединки које имају исти генотип. Тада се ради о различитој изражајности доминантних гена. Појава развијеног шестог прста код људи условљена је доминантним алелом. Тај шести прст може се код различитих особа испољити у различитом степену : од назнаке у виду задебљања па до скоро потпуно развијеног прста.
Дешава се да неки доминантни алели, под одређеним условима животне средине, не доводе до испољавања неке особине код одређене групе јединки, док се код других јединки истог генотипа та особина испољава. Дакле, не »пробијају« се сви генотипови у фенотипове. Проценат генотипова који имају очекивани фенотип назива се пробојност. Пробојност се изражава процентом особа код којих је особина изражена у односу на укупан број особа које носе доминантан ген. Ген који се увек фенотипски изрази има потпуну пробојност тј. 100% (пр. гени за крвне групе). Непотпуну пробојност има ген који се нпр. у читавој једној генерацији не испољи, да би се поново испољио у наредној генерацији (нпр. родитељи немају шести прст, а њихови потомци имају).